# Erin Mielzynski
Erin Mielzynski, född den 25 maj 1990 i Brampton, Ontario, är en kanadensisk alpin skidåkare specialiserad i de tekniska grenarna men framför allt slalom. Hon gjorde sin världscupdebut den 29 november 2009 i Aspen, Colorado.